# Дотрис, Рой
Рой Дотрис, OBE (англ. Roy Dotrice; 26 мая 1923 — 16 октября 2017) — британский актёр, известный своим выступлением в бродвейской постановке «Луна для пасынков», которая принесла ему премию «Тони». Кинозрители больше знают его благодаря роли Леопольда Моцарта в оскароносном фильме «Амадей». Он также известен по роли мудреца Галлина в сериале HBO «Игра престолов».

## Биография
Дотрис родился в Гернси в семье Невы (дев. Уилтон) и Луиса Дотрисов. Он служил в Королевских военно-воздушных силах во время Второй мировой войны и находился в заключении в немецком лагере для военнопленных с 1942 по 1945 годы.

### Радио
Дотрис был голосом «Постоянного заместителя секретаря сэра Грегори Питкина» в многих эпизодах долговременной комедии BBC Radio «Человек из Министерства». В этой роли его потом сменил Рональд Бэддили. Человек с хорошим слухом сможет различить их обоих.

### Театр
Дотрис сыграл роль Джона Обри в пьесе Патрика Гарленда «Краткая жизнь», шоу с одним человеком, где Дотрис выступал на сцене более чем двух с половиной часов (включая интервал, во время которого он изображал сон). Премьера состоялась в 1976 году в театре Хэмпстед в Лондоне, и у пьесы было два тура на Бродвее. В 1968 году она перешла в театр Цицертон в Вест-Энде, где было показано 400 выступлений, прежде чем она перешла в театр Мэйфэр.
Эти выступления в сочетании с международными турами заработали Дотрису место в Книге рекордов Гиннесса за большое количество сольных выступлений (1782). В 1984 году он появился вместе с Розмари Харрис в постановке Ноэла Кауарда «Сенной лихорадки». Он играл в театральной постановке «Белого Рождества» Ирвинга Берлина в театре Лоури в Солфорде с ноября 2009 года по январь 2010 года.

### Телевидение
В 1970-х, он играл основную роль в телевизионном мини-сериале «Лондонский Диккенс». Американским зрителям он известен как Отец в телесериале 1980-х «Красавица и чудовище».
Дотрис известен фанатам «Вселенной Баффи» как Роджер Уиндэм-Прайс, властный отец персонажа Уэсли Уиндэм-Прайса. Ранней его научно-фантастической ролью была комиссар Симмондс в двух эпизодах сериала 1970-х, «Космос: 1999». Он сыграл отца Гэри Барретта в сериале «Застава фехтовальщиков» с 1992 по 1995 гг. В 1998 году Дотрис появился в трёх эпизодах сериала «Удивительные странствия Геракла» в роли Зевса, отца Геракла, сыгранного Кевином Сорбо.
В июне 2010 года было объявлено, что Дотрис будет играть великого мейстера Пицеля в телесериале HBO «Игра престолов», адаптации книг цикла «Песнь Льда и Огня» Джорджа Р. Р. Мартина. Дотрис позже отказался от своей роли по медицинским показаниям, после чего Джулиан Гловер был взят на его место. Вскоре после того, как начались съёмки второго сезона, было подтверждено, что Дотрис всё же примет участие в проекте, исполнив пироманта Галлина, который появился в эпизодах «Призрак Харренхола» и «Черноводная».

### Радио и аудиокниги
В 1982 году, BBC Radio 4 транслировало чтение Дотрисом классического романа «Книга Эбенезера Ле Пэйджа» его соотечественника, Дж. Б. Эдвардса. Продюсер впоследствии написал, что это был «без сомнения, самый популярный сериал, который я когда-либо делал за последние 500 сериалов…».
Впоследствии он исполнил «Островитянина», сценическую версию «Книги Эбенезера Ле Пэйджа», которая снискала успех у критиков в Королевском театре в Линкольне. В 2012 году, AudioGo выпустила полные записи «Эбенезера Ле Пэйджа».
Дотрис записал аудиокниги для каждой книги из цикла «Песнь Льда и Огня» Джорджа Р. Р. Мартина. Он заработал место в Книге рекордов Гиннесса в 2004 году за большое количество голосов персонажей, озвученных одним актёром для первой книги из цикла, «Игра престолов» (в котором он озвучивает в общей сложности 224 персонажа).

## Фильмография
- «Герои Телемарка» (1965)
- «Николай и Александра» (1971)
- «Прятки» (1972)
- «Байки из склепа» (1972)
- «Космос: 1999» (1975, телесериал)
- «Лондонский Диккенс» (1976, телесериал)
- «Сатурн-3» (1980), озвучивание Харви Кейтеля
- «Семейное воссоединение» (1981)
- «Амадей» (1984)
- «Корсиканские братья» (1984)
- «Механические убийцы» (1986)
- «Шака, король зулусов» (1986, телесериал)
- «Чародей» (1986, телесериал)
- «Театр волшебный историй»: «The Dancing Princesses» и «Rip Van Winkle» (1987, телесериал)
- «Красавица и чудовище» (1987—1990, телесериал)
- «Коммандо из пригорода» (1991)
- «Для общего блага» (1991, ТВ)
- «Хороший полицейский» (1991)
- «Золотой лёд» (1992)
- «Праздные люди» (1992)
- «Застава фехтовальщиков» (1992, телесериал)
- «Среди акул» (1994)
- «Дети тьмы» (1994, ТВ)
- «Алая буква» (1995)
- «Вавилон-5»: «Нашествие тьмы» (1995, ТВ)
- «Мистер и миссис Смит» (1996, телесериал)
- «Рождественский захват» (1998, телесериал)
- «Скользящие» (1999, телесериал)
- «Мэдиган» (2000, телесериал)
- «Ангел» (2003, телесериал)
- «Охотник за пришельцами» (2003)
- «Жизнь начинается» (2004, телесериал)
- «Мадемуазель Мушкетёр» (2004, ТВ мини-сериал)
- «Сыграно» (2006)
- «Эти глупые вещи» (2006)
- «Сказки стриптиз-клуба» (2007)
- «Хеллбой 2: Золотая армия» (2008)
- «Игра престолов» (2012, телесериал)

## Озвучивание
- «Обитатели холмов» (аудиокнига)
- «Робин Гуд» (телесериал)
- «Принц и нищий» (аудиокнига)
- «Бэтмен: Мультсериал»: «Лев и Единорог» — Фредерик
- «Открытка от Сатаны»
- «Человек-паук» (телесериал) — Кин Марлоу/Разрушитель
- «Книга Эбенезера Ле Пэйджа» (аудиокнига)
- «Цикл Ворот смерти, том 4: Змеиный маг» (аудиконига)
- Цикл «Песнь Льда и Огня» (аудиокниги) — озвучивание более чем 500 различных персонажей

## Личная жизнь
Дотрис был женат Кэтрин «Кэй» Ньюман, актрисе театра и телевидения, с 1947 года до её смерти в 2007 году. У них трое дочерей — Мишель, Иветт и Карен, все из которых были актрисами в различных направлениях. Он был тестем актёра Эдварда Вудварда, покойного мужа Мишель.
Скончался 16 октября 2017 года.

## Почести
Он был назначен офицером ордена Британской империи (OBE) в 2008 году.